# العلاقات الأوغندية الأيرلندية
العلاقات الأوغندية الأيرلندية هي العلاقات الثنائية التي تجمع بين أوغندا وجمهورية أيرلندا.

## مقارنة بين البلدين
هذه مقارنة عامة ومرجعية للدولتين:
| وجه المقارنة                                              | أوغندا                        | جمهورية أيرلندا                                       |
| --------------------------------------------------------- | ----------------------------- | ----------------------------------------------------- |
| المساحة (كم2)                                             | 241.04 ألف                    | 70.27 ألف                                             |
| عدد السكان (نسمة)                                         | 42.86 مليون                   | 4.76 مليون                                            |
| الكثافة السكانية (ن./كم²)                                 | 177.81                        | 67.74                                                 |
| العاصمة                                                   | كامبالا                       | دبلن                                                  |
| اللغة الرسمية                                             | لغة إنجليزية، اللغة السواحلية | اللغة الأيرلندية، لغة إنجليزية، الإنجليزية الأيرلندية |
| العملة                                                    | شيلينغ أوغندي                 | جنيه أيرلندي، يورو، عملات اليورو الأيرلندية           |
| الناتج المحلي الإجمالي (بليون دولار)                      | 25.89 مليار                   | 333.73 مليار                                          |
| الناتج المحلي الإجمالي (تعادل القوة الشرائية) بليون دولار | 72.25 مليار                   | 318.16 مليار                                          |
| الناتج المحلي الإجمالي الاسمي للفرد دولار أمريكي          | 705                           | 61.13 ألف                                             |
| الناتج المحلي الإجمالي للفرد دولار أمريكي                 | 1.77 ألف                      |                                                       |
| مؤشر التنمية البشرية                                      | 0.483                         | 0.916                                                 |
| رمز المكالمات الدولي                                      | +256                          | +353                                                  |
| رمز الإنترنت                                              | .ug                           | .ie                                                   |
| المنطقة الزمنية                                           | ت ع م+03:00                   | 00، ت ع م+01:00، أوروبا/دبلن ‏                         |

## منظمات دولية مشتركة
يشترك البلدان في عضوية مجموعة من المنظمات الدولية، منها:
| علم المنظمة | اسم المنظمة                               | تاريخ انضمام أوغندا | تاريخ انضمام جمهورية أيرلندا |
| ----------- | ----------------------------------------- | ------------------- | ---------------------------- |
|             | مؤسسة التنمية الدولية                     | 27 سبتمبر 1963      | 22 ديسمبر 1960               |
|             | يونسكو                                    | 9 نوفمبر 1962       | 3 أكتوبر 1961                |
|             | وكالة ضمان الاستثمار متعدد الأطراف        | 10 يونيو 1992       | 27 أكتوبر 1989               |
|             | الأمم المتحدة                             | 25 أكتوبر 1962      | 14 ديسمبر 1955               |
|             | الفريق المعني برصد الأرض                  | ?                   | ?                            |
|             | الاتحاد البريدي العالمي                   | ?                   | ?                            |
|             | البنك الدولي للإنشاء والتعمير             | 27 سبتمبر 1963      | 8 أغسطس 1957                 |
|             | الاتحاد الدولي للاتصالات                  | 8 مارس 1963         | 8 ديسمبر 1923                |
|             | منظمة حظر الأسلحة الكيميائية              | ?                   | ?                            |
|             | مؤسسة التمويل الدولية                     | 27 سبتمبر 1963      | 11 سبتمبر 1958               |
|             | المركز الدولي لتسوية المنازعات الاستشارية | 14 أكتوبر 1966      | 7 مايو 1981                  |
|             | منظمة التجارة العالمية                    | ?                   | ?                            |
|             | منظمة الشرطة الجنائية الدولية             | ?                   | ?                            |

## وصلات خارجية
- موقع وزارة الخارجية الأوغندية
- موقع وزارة الخارجية الأيرلندية